# 八穀增廿一
天貓座1，又名BD+61 869，HD 42973、SAO 13787、HR 2215，是天貓座的一颗恒星，视星等为4.98，位于銀經153.03，銀緯19.81，其B1900.0坐标为赤經6h 8m 41.6s，赤緯+61° 19.81′ 52″。